# Léonce Caillard
Pour les articles homonymes, voir Caillard.
Léonce Albert Caillard, né à Beaugency le 12 février 1846 et mort à Paris (17e) le 21 octobre 1917 est un amiral français.

## Biographie
Caillard entre à l'École navale en 1862.
En 1876, il devient secrétaire de l'amiral Charles Bonie, commandant l'escadre d'évolutions, dont il épouse la fille. Leur fille épousera l'amiral Charles O'Neill.
Contre-amiral en 1898, il exerce les fonctions de chef d'état-major de la Marine de 1899 à 1900.
Il est promu Vice-amiral en 1902. Il commande la Marine en Algérie, puis est chef de l'escadre du Nord de 1903 à 1905.
Il devient vice-président du Conseil supérieur de la Marine en 1910, et reçoit la médaille militaire en 1911.